# Musique berbère
 (février 2025).
Si vous disposez d'ouvrages ou d'articles de référence ou si vous connaissez des sites web de qualité traitant du thème abordé ici, merci de compléter l'article en donnant les références utiles à sa vérifiabilité et en les liant à la section « Notes et références ».

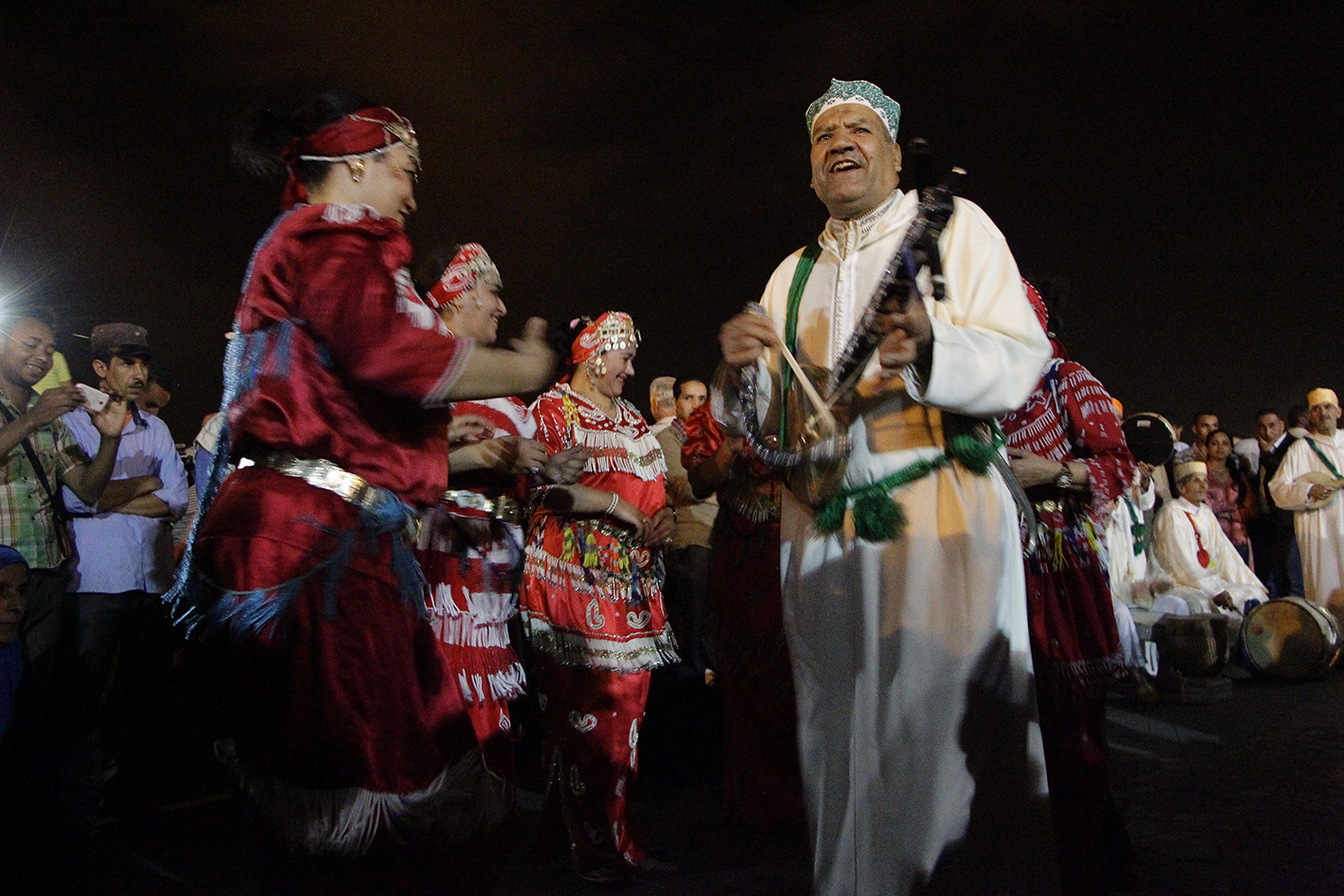
Danse de chleuhs (amazigh).

La musique berbère est une musique traditionnelle autochtone d'Afrique du Nord partagée par les populations berbères,  présentant une grande variété de styles suivant les régions et répandue particulièrement par la musique populaire du Souss, du Rif et du Moyen Atlas au Maroc, la musique populaire de Kabylie et de l’Aurès en Algérie, la musique berbère de Tunisie et de Libye, et la musique touarègue d'Algérie, de Libye, du Niger, du Mali et du Burkina Faso. Les instruments utilisés sont le bendir (tambour sur cadre appelé allun en berbère), l'Imzad (vièle monocorde), la tamja (flûte de roseau oblique) ou encore l'azamar (clarinette double), qui rythment les chants et les danses accompagnés d'une riche poésie berbère. 
La musique berbère, considérée comme une forme d'expression de l'âme originelle libyque, se transmet de génération en génération. Elle connaît un véritable essor dans les années 1930.
Les danses se pratiquent durant les festivités, le soir tombant, autour d'un grand feu de bois. Les membres des groupes musicaux — hommes et femmes — sont toujours vêtus de leurs habits traditionnels. Le rythme est la dimension fondamentale de cette musique, et la danse accompagne toujours les chants berbères.

## Danses et chants
Aux différentes grandes zones linguistiques correspondent différents styles de danses et de chants.
Dans le Rif, les anciennes danses guerrières, Aarfa ou la Fantasia chantées et dansées par les Imedyazen, la Allaaoui dansée dans les plateaux de l'Oriental, ainsi que le Ay Ralla Buya, Izran (poèmes en rifain) chanté en l'honneur d'une ancienne reine rifaine ou encore les Araziq, chantés par les  jeunes proches d'un marié ou des imedyazen. Ce chant l'accompagnera vers la chambre nuptiale, et fêtera son passage de la vie de jeune homme à celle d'un homme marié. Le Ahidous est aussi pratiqué par une minorité de tribus rifaines et quelques tribus de l'Oriental.
Dans le bassin du Souss, l'Ahouach est une danse d'hommes et de femmes des pays chleuhs. Il s'agit d'une cérémonie nocturne dans laquelle les femmes forment une ronde autour d'un feu de branches légères. Au centre, une douzaine d'hommes forment un cercle plus restreint, tous munis de bendirs. Le thème musical progresse par soubresauts, puis interviennent les bendirs accompagnant la ronde ondulante des femmes. La danse arrive alors à son paroxysme lorsque cette ronde se divise en deux groupes qui se font face et se donnent la réplique.
Au Moyen Atlas, l'Ahidous est une danse du Moyen Atlas dans laquelle, cette fois, hommes et femmes sont coude à coude. Elle est attaquée sur un rythme « ondulant », à la fois souple et rigoureux. Après cette introduction, un couple de danseurs se détache, puis virevolte avec grâce.
Dans le sud du Maroc, la guedra est une danse originaire du Sahara. Son cadre musical est composé d'un petit groupe d'hommes dont l'un exécute un rythme régulier en frappant sur une poterie. La danse est effectuée par une femme qui se tient au milieu du groupe de chanteurs. À genoux, enveloppée dans une étoffe bleue, elle exécute avec sa tête et ses mains la rythmique endiablée de la guedra.
En Kabylie, on retrouve plusieurs genres musicaux correspondant aux différents événements, le genre local traditionnel est l'achwik que l'on retrouve dans les fêtes (mariages ...) chanté pendant les urar qui sont des chants interprétés par les femmes qui se les transmettent de génération en génération. On retrouve aussi les ideballen qui sont des troupes qui avec leur bendir et le tbal font la musique des grands événements (mariages,achoura...) dans certaines tribus kabyles les ideballen ont jusqu'à 6 noubas différentes.  
Dans les Aurès, le rahaba traditionnel caractérise la musique dans les Aurès, il désigne un groupement d'hommes habillés de manière traditionnelle entonnant des chants ancestraux en chaoui (variante berbère). Il s'agit d'un chant populaire depuis la nuit des temps. Il est caractérisé par la participation des femmes à ces groupes. On retrouve ce type de chant dans diverses fêtes dans la région des Aurès comme les mariages entre autres.

## Histoire
Connus depuis l'Antiquité pharaonique sous les noms de Libyens, les Berbères subsistent dans un immense territoire qui commence à l'ouest de l’Égypte et s'étend jusqu'à l'océan Atlantique. Actuellement[Quand ?], des populations parlant le berbère habitent dans une douzaine de pays africains, de la Méditerranée au sud du Niger, de l’Atlantique au voisinage du Nil.
La musique berbère est particulièrement présente dans les moussem des villages, au Festival des arts populaires de Marrakech ou dans le cadre des célébrations familiales.
Cette musique a aussi inspiré des groupes de rock de renom. Ainsi, Led Zeppelin ou les Rolling Stones, dans les années 1960, qui ont créé des titres de pur métissage expérimental, comme Brian Jones Presents the Pipes of Pan at Joujouka (1971), qui sont influencés par les Master Musicians of Joujouka. Des auteurs renommés de la musique berbère sont aussi des femmes avec le groupe B'net Marrakech, avec des sonorités musicales traditionnelles et Najat Aâtabou, féministe militante.

## Musiciens et groupes
- Abdenour Amour
- Abdelaziz Chamkh
- Agraw
- Albensir
- Ali Faiq
- Agizul
- Ahouzar
- Aït baεmran
- Aït Laati
- Ammouri Mbark
- Archach
- Ayyur
- Aza
- Ali Chouhad / Izmaz
- Barir
- Boubakr Anchad
- Cheikh Sidi Bémol
- Dania Ben Sassi
- Driss Aït Jimhi
- Fatima Tihihit
- Hussein Aït Jimhi
- Les Abranis
- Lounes Matoub
- Lounis Aït Menguellet
- Oudaden
- Jamal Allam
- Hindi Zahra
- Hmad Amentag
- Slimane Azem
- Desert Rebel
- DjurDjura
- Farid Faraguie
- Farhat Imazihen imoula
- Hassane Idbassaid
- Idir
- Imentlaa
- Imghrane
- Izenzaren
- Khalid Izri
- Chrif Khadam
- Lazhar Ben Ouirane
- Lhadj Belaïd
- Massinissa
- Massynissa
- Malika Domran
- Meziane Aqvayli
- Mejjaoui Abdessalam
- Mohammadi Zegangan
- Mimoun Rafroua
- Mohamed Sasbo
- Mohamed Rouicha
- Walid Mimoun
- Raïs Mohand
- Baly Othmany
- Hadda Ouaki
- Oumguil
- Saghru Band
- Saida Akil Titrit
- Selwah
- Saïd Achtouk
- Soufian Bou Saidi
- Tagrawla
- Takfarinas
- Tartit
- Taÿfa
- Terakaft
- Tinariwen
- Toumast
- Usman
- Yuba